# 1. Division (Luxemburg) 1915/16
Die 1. Division 1915/16 war die 6. Spielzeit der höchsten luxemburgischen Fußballliga.
US Hollerich/Bonneweg gewann den vierten Titel in der Vereinsgeschichte.

## Abschlusstabelle
| Pl. | Verein                    | Sp. | S | U | N | Tore    | Quote | Punkte |
| --- | ------------------------- | --- | - | - | - | ------- | ----- | ------ |
| 1.  | US Hollerich/Bonneweg (M) | 10  | 7 | 2 | 1 | 035:130 | 2,69  | 16:40  |
| 2.  | Sporting Club Luxemburg   | 10  | 5 | 2 | 3 | 021:160 | 1,31  | 12:80  |
| 3.  | CS Fola Esch              | 10  | 4 | 3 | 3 | 029:240 | 1,21  | 11:90  |
| 4.  | Racing Club Luxemburg     | 10  | 4 | 1 | 5 | 023:180 | 1,28  | 09:11  |
| 5.  | Jeunesse Esch             | 10  | 3 | 1 | 6 | 015:340 | 0,44  | 07:13  |
| 6.  | Stade Düdelingen          | 10  | 2 | 1 | 7 | 014:320 | 0,44  | 05:15  |

| (M) | amtierender Meister |

### Kreuztabelle
Die Kreuztabelle stellt die Ergebnisse aller Spiele dieser Saison dar. Die Heimmannschaft ist in der linken Spalte, die Gastmannschaft in der oberen Zeile aufgelistet.
| 1915/16                 | US Hollerich/Bonneweg | Sporting Club Luxemburg | Fola Esch | Racing Club Luxemburg | JEU | Stade Düdelingen |
| ----------------------- | --------------------- | ----------------------- | --------- | --------------------- | --- | ---------------- |
| US Hollerich/Bonneweg   |                       | 3:0                     | 3:1       | 2:1                   | 2:1 | 0:0              |
| Sporting Club Luxemburg | 1:4                   |                         | 5:1       | 2:1                   | 6:0 | 1:0              |
| Fola Esch               | 4:4                   | 2:2                     |           | 2:1                   | 6:1 | 3:0              |
| Racing Club Luxemburg   | 1:4                   | 0:0                     | 3:1       |                       | 3:2 | 8:1              |
| Jeunesse Esch           | 1:11                  | 2:0                     | 2:2       | 1:3                   |     | 3:0              |
| Stade Düdelingen        | 3:2                   | 3:4                     | 3:7       | 3:2                   | 1:2 |                  |